# Ana Belén Rivero
Ana Belén Rivero Fernández (Granada, 2 de junio de 1982) es una historietista, dibujante e ilustradora española.

## Trayectoria
Después de licenciarse en Bellas Artes, Rivero cursó un máster en Comunicación Estratégica y Dirección de Arte. En paralelo a su formación, empezó a colaborar junto a otros dibujantes granadinos, como Enrique Bonet o JAB en el blog colectivo de humor Irreverendos. Posteriormente, participó en la exposición de alumnos de Bellas Artes De cómo acotar un cruasán, que se presentó en el Palacio de los Condes de Gabia de Granada, y en la muestra Especula en acción en 2006.
En 2014, tras llevar un tiempo en el paro, publicó en su blog una broma privada en la que Rivero contaba mediante una ilustración que se iba de vacaciones acompañada por un personaje: su coño. El dibujo, que compartió en su cuenta de Instagram, consiguió una gran repercusión en redes sociales, lo que se tradujo en un incremento notable de visitas a su blog. Aprovechando esta visibilidad, elaboró un cómic protagonizado por ella misma y su coño, representado como "una nube de pelos con ojos, brazos y patas", en diferentes situaciones divertidas que buscaban romper tabúes sobre la sexualidad femenina. El éxito de su creación no estuvo exento de críticas y ataques de los sectores más reaccionarios de la sociedad española por considerarlo una vulgaridad, en el mismo año en el que cinco personas fueron imputadas en Sevilla por crear la procesión del Sagrado Coño Insumiso como representación simbólica «del derecho a decidir, al placer, al erotismo, a nuestro coño».
Debido a la gran acogida de su trabajo, Rivero colgó el proyecto para conseguir financiación por medio del micromecenazgo en la plataforma Verkami. En sólo 36 horas, logró triplicar la cifra que necesitaba para autoeditarlo y así vio la luz su primer libro Somos pobres en euros pero ricos en pelos de coño. Repitió el formato en 2015 para publicar su segunda obra Mens Sana in Corpore...  ¡ni tan mal!, en el que Rivero denuncia desde el humor la tiranía de la estética, los gimnasios, las dietas y todo lo relacionado con la obsesión por mejorar el aspecto físico y el estado corporal. En 2018, publicó su tercer libro Señora en el que ofrece claves para afrontar con humor la precariedad y las complicaciones de la vida de una mujer adulta de clase media. Esta obra fue incluida en la lista de los 70 mejores títulos editados en 2018, elaborada por la Asociación de Críticos y Divulgadores de Cómic (ACDCómic).
Aparte de sus publicaciones, Rivero colabora con la revista satírica El Jueves, así como con otras publicaciones como Yorokobu, Divinity, FHM España o El Comidista. Además, ha ilustrado las novelas Kilo arriba, kilo abajo y ¡Es un escándalo! de Beatriz Cepeda Benito (conocida como Perra de Satán), y ha colaborado en la antología de cómic sobre vino Vinomics, publicada por Norma Editorial.

## Obra
- 2015 – Somos pobres en euros pero ricos en pelos de coño. Autoedición. Barcelona.
- 2015 – Mens Sana in Corpore… ¡ni tan mal! Autoedición. Barcelona.
- 2017 – Kilo arriba, kilo abajo. Texto de Beatriz Cepeda Benito. Ediciones Versátil SL. ISBN 978-8416580316.
- 2017 – Vidas Monacales. Denominación de Origen Catalunya. Norma Editorial.
- 2018 – Perra de Satán. ¡Es un escándalo! Texto de Beatriz Cepeda Benito. Ediciones Versátil SL. ISBN 978-8494819131.
- 2018 – Señora. Plan B (Ediciones B). ISBN 978-8417001537.